# Bonfim (Porto)
O Bonfim é um bairro  português da cidade do Porto sede da homónima do município do Porto, freguesia com 3,05 km² de área e 22 978 habitantes (censo de 2021), tendo, por isso, uma densidade populacional de 7 533,8 hab./km².

## Demografia
A população registada nos censos foi:
| Ano  | 0-14 Anos | 15-24 Anos | 25-64 Anos | > 65 Anos |
| 2001 | 3130      | 3767       | 15011      | 6670      |
| 2011 | 2478      | 2401       | 12802      | 6584      |
| 2021 | 2154      | 2029       | 12292      | 6503      |

## História
Antes da reorganização administrativa de 2013, a freguesia do Bonfim era a mais recente freguesia do Porto, tendo surgido do desmembramento de parte das freguesias de Santo Ildefonso, Campanhã e Sé. Os seus limites atuais foram fixados pelo decreto n.º 40.526, de 8 de fevereiro de 1956. Foi uma freguesia industrial, podendo ainda encontrar-se as antigas fábricas da freguesia, na sua maioria entretanto encerradas. As suas actividades económicas atuais são o comércio, a banca e o setor dos serviços. Com a chegada do Metro do Porto, a freguesia alarga a sua rede viária e acessos.

## Património
- Arca de Água de Mijavelhas
- Biblioteca Pública Municipal do Porto
- Bloco de Habitação Colectiva "Ouro"[5]
- Casa José Braga[6]
- Casa-oficina António Carneiro
- Casa dos Viscondes de Gândara
- Centro de Caridade de Nª Sª do Perpétuo Socorro[7]
- Colégio dos Órfãos do Porto
- Edifícios na Avenida Rodrigues de Freitas[8]
- Edifícios de apoio da Fábrica de Manuel Pinto de Azevedo
- Fornos da Fábrica de Louça de Massarelos
- Faculdade de Belas-Artes da Universidade do Porto
- Junta de Freguesia do Bonfim
- Liceu Alexandre Herculano
- Museu Militar do Porto
- Ponte de D. Maria Pia
- Quinta e jardins do SMAS
- Quinta de Sacais

## Religião

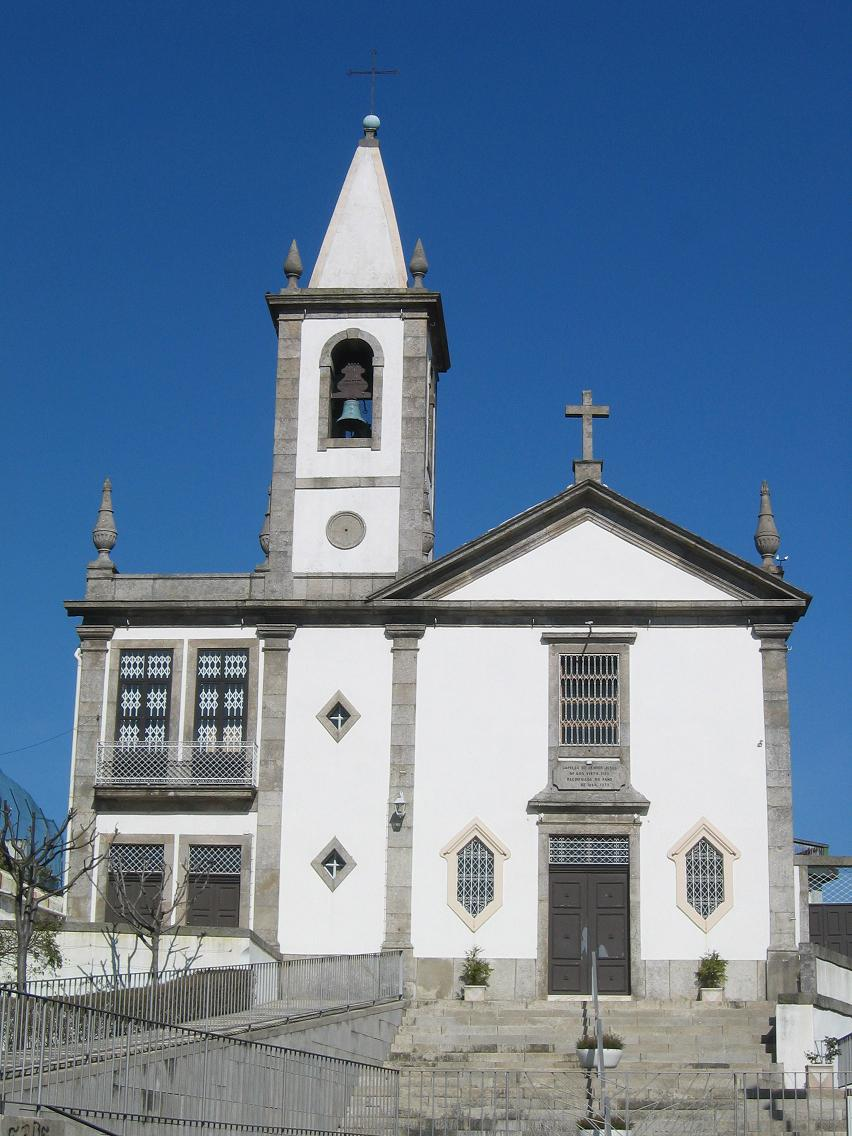
Capela do Senhor Jesus da Boa Vista.

- Antigo Convento de Santo António da Cidade
- Capela do Cemitério do Prado do Repouso[9]
- Capela das Escravas do Sagrado Coracao  de Jesus
- Capela do Museu Militar do Porto
- Capela de Nossa Senhora da Conceição[10]
- Capela de Nossa Senhora da Saúde[11]
- Capela de São Crispim
- Capela do Senhor do Carvalhinho[12]
- Capela do Senhor Jesus da Boa Vista / Capela de Montebelo[13]
- Igreja Baptista das Antas
- Capela Nossa Senhora da Graça - Salesianos do Porto
- Igreja Lusitana do Redentor
- Igreja Matriz do Bonfim
- Igreja de Santo António das Antas[14]
- Templo Adventista do Bonfim

## Arruamentos
A freguesia do Bonfim contém 162 arruamentos. São eles:
- Alameda das Fontainhas¹
- Alameda de Cláudio Carneiro
- Alameda de Eça de Queirós
- Avenida de Camilo
- Avenida de Fernão de Magalhães² ³
- Avenida de Gustavo Eiffel¹
- Avenida de Paiva Couceiro²
- Avenida de Rodrigues de Freitas¹ 4
- Avenida dos Combatentes da Grande Guerra³
- Calçada da Póvoa
- Calçada das Carquejeiras¹
- Calçada de Godim²
- Calçada de Nova Sintra
- Calçada do Rego Lameiro²
- Campo de Vinte e Quatro de Agosto
- Jardim de Guedes de Oliveira
- Jardim do Moreda
- Largo de Godim²
- Largo de José Moreira da Silva
- Largo de Soares dos Reis
- Largo do Camarão¹
- Largo do Padrão4
- Largo do Padre Baltazar Guedes
- Monte do Seminário
- Ponte de Maria Pia
- Praça da Alegria
- Praça da Rainha D. Amélia
- Praça das Flores²
- Praça de Francisco Sá Carneiro
- Praça de S. Dionísio
- Praça de Teixeira de Pascoais
- Praça do Marquês de Pombal4
- Rua Artur de Sousa
- Rua da Alegria³ 4
- Rua da Associação de Moradores de S. Victor
- Rua da Bataria
- Rua da China
- Rua da Constituição³ 4 5
- Rua da Escola Normal4
- Rua da Firmeza4
- Rua da Formiga²
- Rua da Lomba
- Rua da Nau Trindade
- Rua da Póvoa
- Rua da Senhora das Dores¹
- Rua da Vigorosa²
- Rua das Doze Casas4
- Rua das Eirinhas
- Rua das Oliveirinhas
- Rua de Agostinho de Campos³
- Rua de Aires de Ornelas
- Rua de Anselmo Braamcamp
- Rua de António Carneiro
- Rua de António Granjo
- Rua de Aurélia de Sousa
- Rua de Barros Lima
- Rua de Bartolomeu Dias
- Rua de Brás Cubas
- Rua de Câmara Pestana
- Rua de Carlos Malheiro Dias
- Rua de Cidália Meireles
- Rua de Coelho Neto
- Rua de Costa Cabral³
- Rua de Coutinho de Azevedo
- Rua de D. Agostinho de Jesus e Sousa
- Rua de D. João IV4
- Rua de Diogo Cão³
- Rua de Fernandes Tomás4
- Rua de Fernando de Bulhões
- Rua de Ferreira Cardoso
- Rua de Frei Heitor Pinto
- Rua de Gil Vicente
- Rua de Godim²
- Rua de Gomes Freire
- Rua de Gomes Leal
- Rua de Guilhermina Suggia³
- Rua de Jerónimo Mendonça³
- Rua de João Ramalho
- Rua de Joaquim António de Aguiar
- Rua de Joaquim Urbano
- Rua de José Teixeira Barreto
- Rua de La Couture
- Rua de Latino Coelho
- Rua de Naulila
- Rua de Nevala
- Rua de Oliveira Martins³
- Rua de Pinto Bessa²
- Rua de Rodolfo de Araújo
- Rua de S. Dionísio
- Rua de S. Gonçalo
- Rua de S. Rosendo²
- Rua de S. Victor¹
- Rua de Santa Catarina4
- Rua de Santo António das Antas
- Rua de Santo Ildefonso4
- Rua de Santo Isidro
- Rua de Santos Pousada
- Rua de Silva Pereira
- Rua de Tomás Ribeiro
- Rua de Vasco de Lobeira
- Rua de Vera Cruz
- Rua do Amparo
- Rua do Bairro do Bom Retiro
- Rua do Barão de Nova Sintra
- Rua do Barão de S. Cosme
- Rua do Bonfim²
- Rua do Cardeal D. Américo
- Rua do Conde de Ferreira
- Rua do Dr. Alberto de Sousa Costa
- Rua do Dr. Carlos Passos
- Rua do Duque da Terceira
- Rua do Duque de Palmela
- Rua do Duque de Saldanha
- Rua do Estrela e Vigorosa Sport³
- Rua do Grupo 10 de Maio
- Rua do Heroísmo
- Rua do Lima
- Rua do Lourenço
- Rua do Major David Magno
- Rua do Monte do Bonfim
- Rua do Monte do Tadeu
- Rua do Monte dos Congregados
- Rua do Moreira
- Rua do Morgado de Mateus
- Rua do Padre António Vieira²
- Rua do Prof. Bento de Jesus Caraça³
- Rua do Prof. Correia de Araújo³
- Rua do Rovuma
- Rua do Seixal
- Rua do Visconde de Bóbeda
- Rua dos Abraços
- Rua dos Manjericos
- Rua dos Navegantes
- Rua Goelas de Pau
- Rua Gisberta Salce Júnior
- Rua Nova de S. Crispim
- Rua Particular de Santo Isidro
- Travessa da China
- Travessa da Formiga
- Travessa da Lomba
- Travessa da Póvoa
- Travessa das Águas
- Travessa das Eirinhas
- Travessa das Oliveirinhas
- Travessa de Anselmo Braamcamp
- Travessa de Fernão de Magalhães
- Travessa de Gomes Leal
- Travessa de Nova Sintra²
- Travessa de Oliveira Martins
- Travessa de S. Victor
- Travessa de Santo Isidro
- Travessa de Vera Cruz
- Travessa do Bom Retiro
- Travessa do Bonfim
- Travessa do Campo de Vinte e Quatro de Agosto
- Travessa do Campo do Paiva
- Travessa do Monte do Tadeu
- Travessa do Monte dos Congregados
- Travessa do Poço das Patas
- Travessa dos Navegantes
- Túnel Goelas de Pau
- Viela da Pedreira¹

1Partilhada com a freguesia da Sé.
²Partilhada com a freguesia da Campanhã.
³Partilhada com a freguesia de Paranhos.
4Partilhada com a freguesia de Santo Ildefonso.
5Partilhada com a freguesia da Cedofeita.

## Política

### Eleições autárquicas
| Data | %     | M  | %       | M       | %       | M       | %     | M   | %     | M  | %       | M       | %    | M   | %       | M       | %    | M    |
| Data | PS    | PS | PPD/PSD | PPD/PSD | CDS-PP  | CDS-PP  | IND   | IND | AD    | AD | APU/CDU | APU/CDU | PRD  | PRD | PSD-CDS | PSD-CDS | B.E. | B.E. |
| ---- | ----- | -- | ------- | ------- | ------- | ------- | ----- | --- | ----- | -- | ------- | ------- | ---- | --- | ------- | ------- | ---- | ---- |
| 1976 | 32,16 | 5  | 28,97   | 5       | 20,14   | 3       | 12,25 | 2   |       |    |         |         |      |     |         |         |      |      |
| 1979 | 24,78 | 7  | AD      | AD      | AD      | AD      |       |     | 53,01 | 16 | 16,82   | 5       |      |     |         |         |      |      |
| 1982 | 30,12 | 9  | AD      | AD      | AD      | AD      | 48,15 | 14  | 19,00 | 5  |         |         |      |     |         |         |      |      |
| 1985 | 20,61 | 4  | 44,42   | 9       | 9,30    | 1       |       |     | 17,96 | 3  | 7,11    | 1       |      |     |         |         |      |      |
| 1989 | 32,64 | 7  | 40,70   | 8       | 8,09    | 1       | 13,90 | 3   | 0,70  | -  |         |         |      |     |         |         |      |      |
| 1993 | 44,17 | 9  | 34,80   | 7       | 6,83    | 1       | 11,63 | 2   |       |    |         |         |      |     |         |         |      |      |
| 1997 | 45,45 | 10 | CDS-PP  | CDS-PP  | PPD/PSD | PPD/PSD | 12,77 | 2   | 36,00 | 7  |         |         |      |     |         |         |      |      |
| 2001 | 33,55 | 7  | CDS-PP  | CDS-PP  | PPD/PSD | PPD/PSD | 12,42 | 2   | 45,90 | 10 | 2,95    | -       |      |     |         |         |      |      |
| 2005 | 32,45 | 6  | CDS-PP  | CDS-PP  | PPD/PSD | PPD/PSD | 10,09 | 2   | 47,14 | 10 | 6,22    | 1       |      |     |         |         |      |      |
| 2009 | 31,19 | 6  | CDS-PP  | CDS-PP  | PPD/PSD | PPD/PSD | 10,26 | 2   | 47,76 | 10 | 7,51    | 1       |      |     |         |         |      |      |
| 2013 | 22,74 | 5  | 26,89   | 5       |         |         | 28,50 | 6   | 10,68 | 2  |         |         | 5,45 | 1   |         |         |      |      |
| 2017 | 28,74 | 6  | 15,45   | 3       | 35,70   | 8       | 8,40  | 1   | 8,04  | 1  |         |         |      |     |         |         |      |      |

## Personagens ilustres
- Barão do Bonfim e Conde do Bonfim